# لودميلا سيرفانوفا
لودميلا سيرفانوفا (بالسلوفاكية: Ľudmila Cervanová)‏ مواليد 15 أكتوبر 1979 في بييشتاني، تشيكوسلوفاكيا، هي لاعبة كرة مضرب سلوفاكية سابقة بدأت مسيرتها كمحترفة سنة 1997 وكانت تلعب باليد اليمنى، اعتزلت اللعب في 2010. أعلى تصنيف لها في الفردي كان المركز الـ 58 في سنة 2004. أعلى تصنيف لها في الزوجي كان المركز الـ 186 في سنة 1997. أفضل أداء لها كان الوصول إلى الجولة الثالثة من بطولة ويمبلدون سنة 2004 والجولة الثالثة في دورة رولان غاروس الدولية سنة 2002.

## النهائيات

### الفردي: 2 (0–2)
| الحصيلة | الرقم | التاريخ        | الدورة                        | الأرضية | المنافس في النهائي | النتيجة في النهائي |
| ------- | ----- | -------------- | ----------------------------- | ------- | ------------------ | ------------------ |
| الوصافة | 1.    | أبريل 11, 2004 | الدار البيضاء، المغرب         | ترابية  | إيميلي لوا         | 2–6, 2–6           |
| الوصافة | 2.    | 27 فبراير 2005 | بطولة أكابولكو للتنس، المكسيك | ترابية  | فلافيا بينيتا      | 6–3, 5–7, 3–6      |

## روابط خارجية
- لودميلا سيرفانوفا على موقع رابطة محترفات التنس (الإنجليزية)
- لودميلا سيرفانوفا على موقع الاتحاد الدولي لكرة المضرب (الإنجليزية)
- لودميلا سيرفانوفا على موقع كأس بيلي جين كينغ (الإنجليزية)
- لودميلا سيرفانوفا على موقع خلاصة التنس.كوم (الإنجليزية)